# شاهین قهوه‌ای
شاهین قهوه‌ای (نام علمی: Falco berigora) نام یک گونه از سرده شاهین است.

## نگارخانه

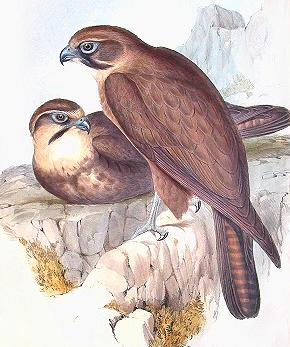
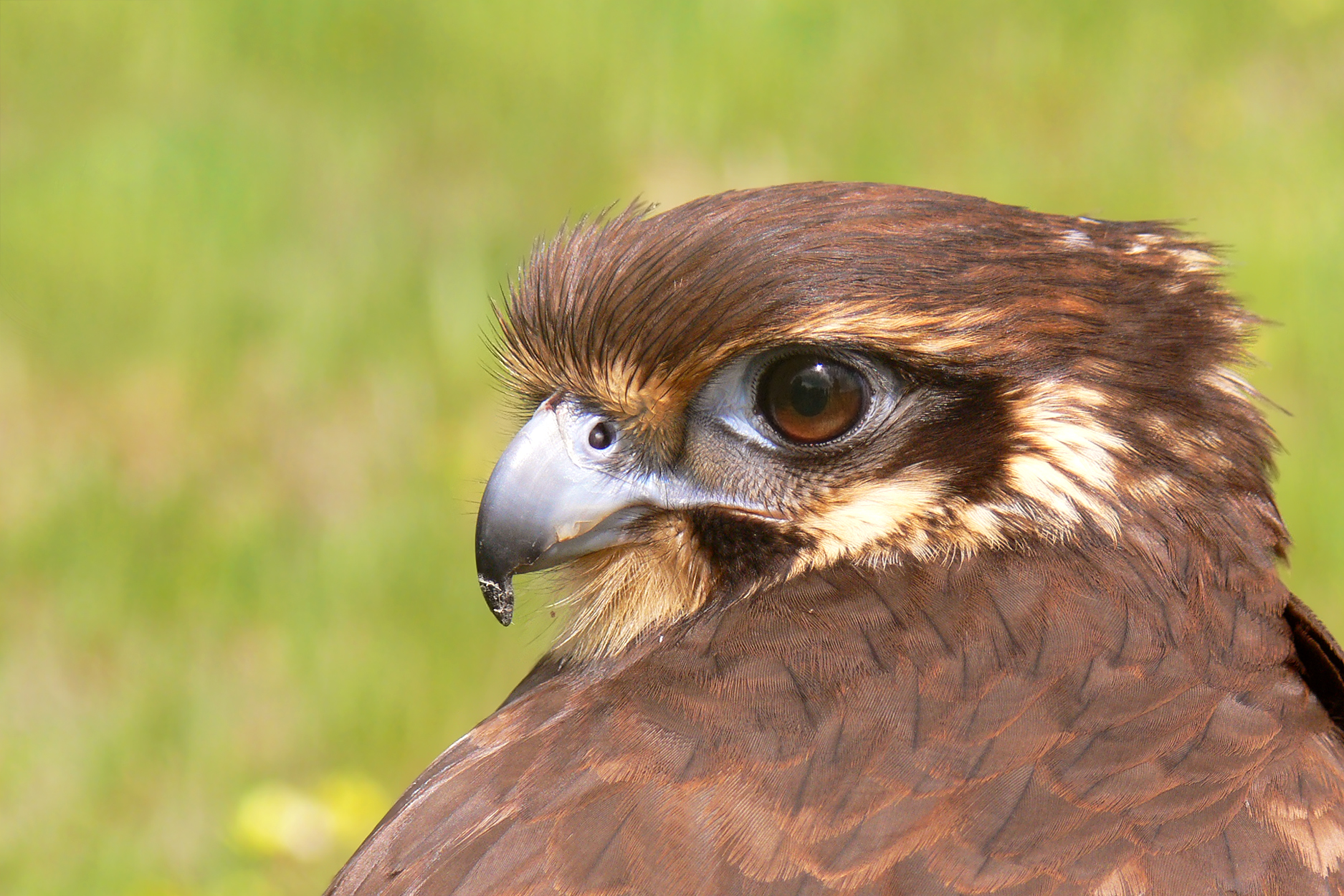
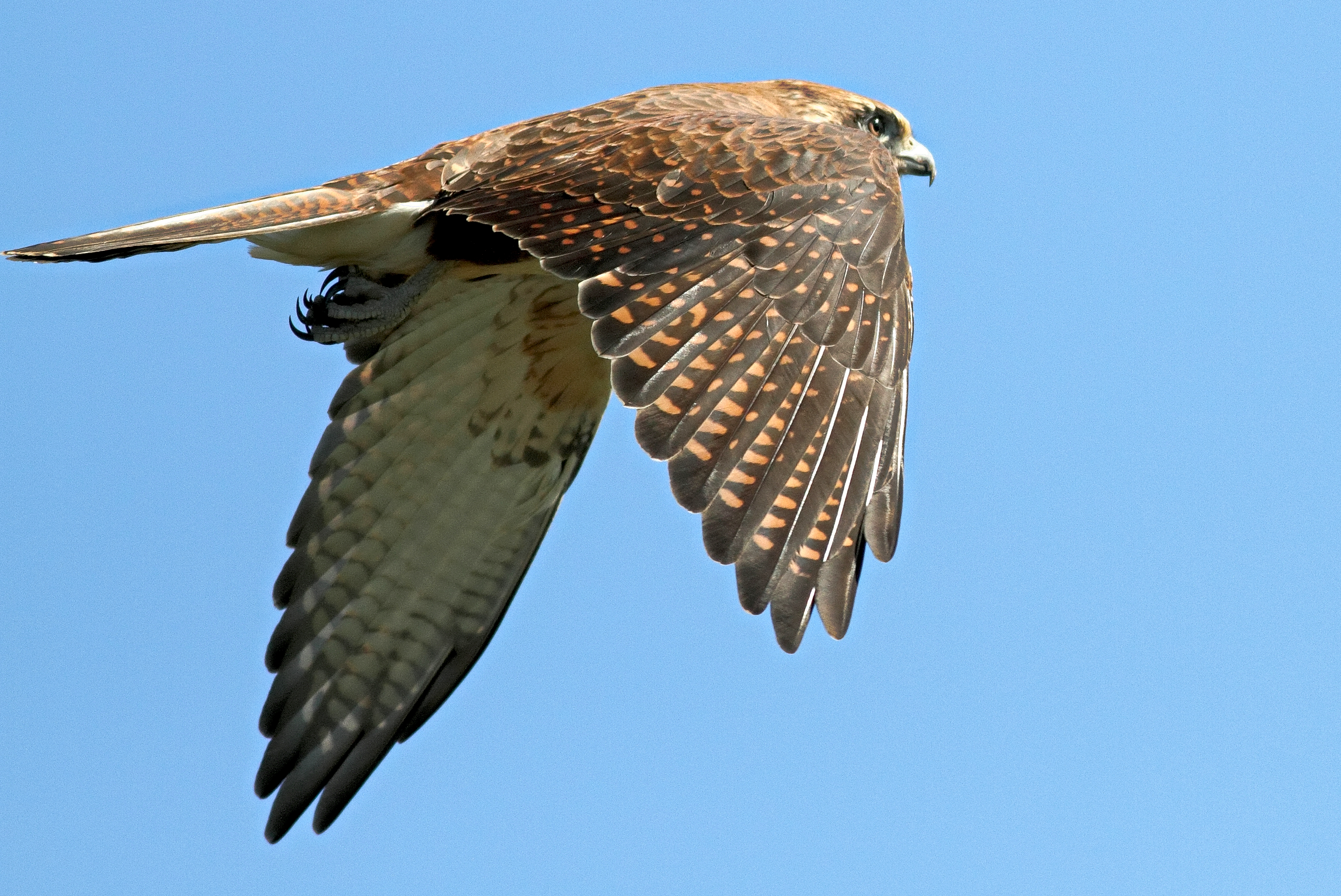